# 哥伦比亚纳 (阿拉巴马州)
哥伦比亚纳（英文：Columbiana），是美国阿拉巴马州下属的一座城市。面积约为16.09平方英里（约合41.67平方公里）。根据2010年美国人口普查，该市有人口4,197人，人口密度为260.88/平方英里（约合100.72/平方公里）。